# Болни от любов
„Болни от любов“ (на английски: Addicted to Love) е американска романтична комедия от 1997 г. на режисьора Грифин Дън по сценарий на Робърт Гордън, с участието на Мег Райън, Матю Бродерик, Кели Престън и Чеки Карио. Заглавието е по песента Addicted to Love на Робърт Палмър, а кавърът е изпълнен от Нене Чери във филма.